# Västmark
Västmark är ett svenskt rollspel utvecklat av Krister Sundelin och utgivet av Rävsvans Förlag. Första utgåvan av spelet kom 1996 och det var en vidareutveckling av riddarrollspelet Lejonhjärta från 1994. Den senaste utgåvan, den tredje, kom 2003 och var den första som trycktes.

## Regelsystem
Västmark använder sig av T10-systemet som det själv introducerade. Kortfattat så har varje karaktär en uppsättning "egenskaper" och en uppsättning "skickligheter" alla med ett värde. När ett slag görs med den tiosidiga tärningen lägger spelaren till värdet för EN egenskap och EN skicklighet, den totala summan ska övervinna dito för en motståndare eller ett svårighetsvärde.

### Egenskaper
Egenskaper är grundläggande förutsättningar för karaktären. Det kan vara fysiska egenskaper som "stark", "liten" eller "kvick", personlighetsdrag som "blyg", "vidskeplig" eller "rebell", samhällsrelaterade egenskaper som "fattig", "adel" eller "lärare" eller något annat som är relativt statiskt. Värdena på egenskaperna kan variera från -4 till +4, vissa egenskaper är alltså negativa.

### Skickligheter
Skickligheter är saker som man kan lära sig och följaktligen bli bättre på. "Rida", "filosofi", "matlagning", "häxkonst" och "etikett" är ett par skickligheter som visar hur brett fält det handlar om. Skickligheter har alltid positiva värden och kan i teorin vara hur höga som helst.

## Kampanjvärld
Västmark utspelar sig på den fiktiva ön Lyonia sydväst om Storbritannien under medeltiden. Snarare än på traditionell fantasy bygger spelets mytologi på dåtida folktro och folksagor.